# Marcella Pregi

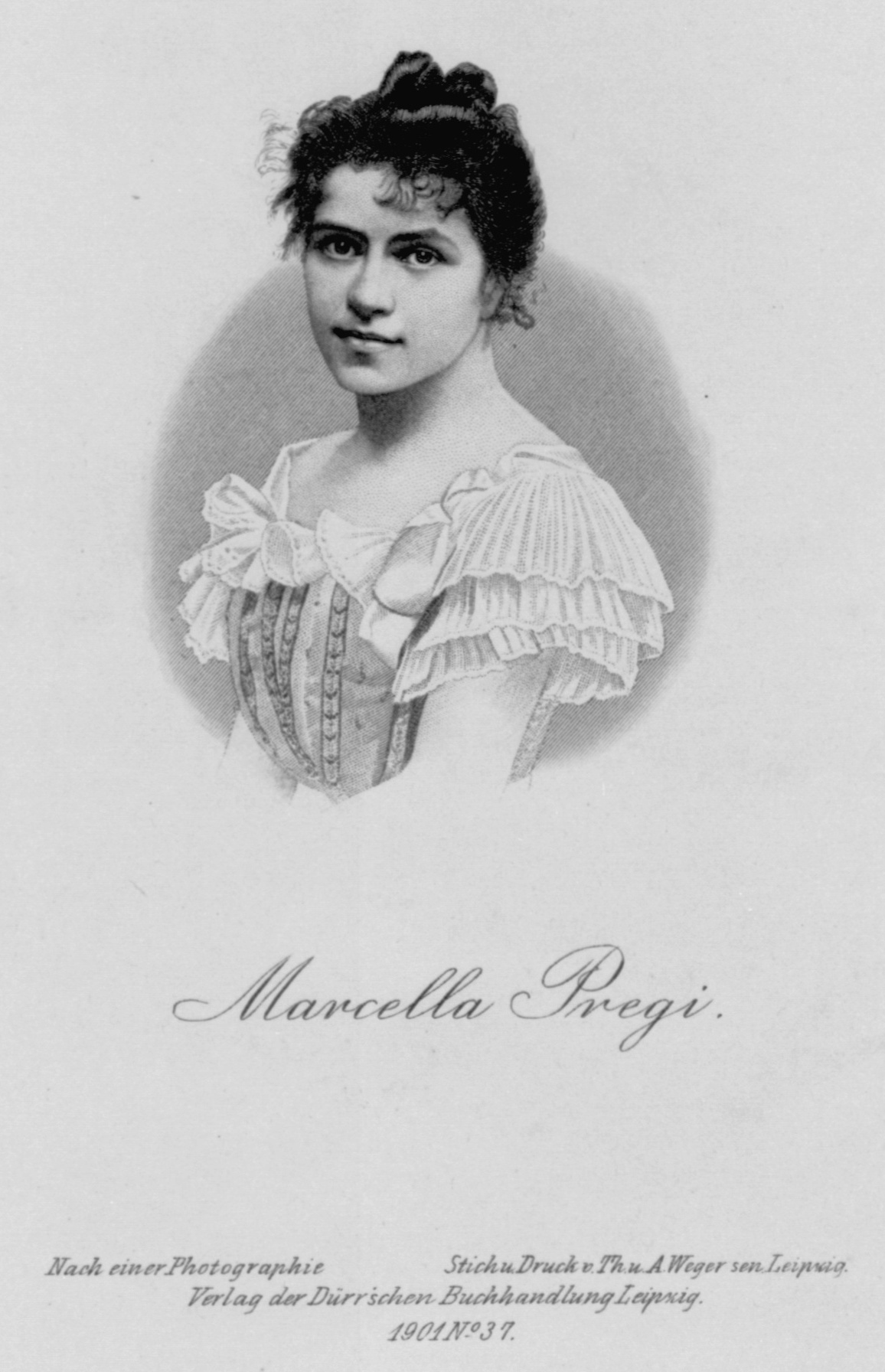

Marcella Pregi, eigentlich Bertha Corrodi (* 12. Februar 1866 in Zürich; † 28. Oktober 1958 ebenda) war eine Schweizer Sopransängerin und Gesangslehrerin.

## Leben
Marcella Pregi, geborene Bertha Corrodi, war die Jüngste von vier Geschwistern. Ihre Mutter war Marietta Reich, ihr Vater der Optiker und Fotograf Carl Corrodi.
Jung kam sie nach Paris, wo sie ihre Gesangskarriere ankurbeln konnte. Nach ihrer Karriere (siehe unten) als Sopransängerin arbeitete Corrodi als Gesangslehrerin in der Schweiz, unter anderem in Sihlbrugg, Zürich und Basel. Sie lebte später als Pädagogin in Zürich und lehrte zugleich am Konservatorium von Basel.
Bertha Corrodi verstarb im Alter von 92 Jahren. Ihre Abdankung fand am 31. Oktober 1958 im Krematorium Sihlfeld D statt. Ihre Grabstätte ist unbekannt.
Ihre Bücher vermachte sie als Schenkung der Mueumsgesellschaft Zürich. Im Jahr 2015 kaufte die Zentralbibliothek Zürich 24 ihrer Briefe an.

## Karriere als Sängerin
Bertha Corrodi studierte Gesang in Paris und liess dort ihre Stimme bei den Komponisten Gilbert Duprez und St. Yves Bax ausbilden. Unter dem Künstlerinnennamen Marcella Pregi trat sie als Solistin europaweit auf. Sie trat als Solistin in Oratorien und geistlichen Vokalwerken und als hoch angesehene Liedersängerin auf.
Die Sängerin arbeitete unter anderem mit dem österreichischen Komponisten Gustav Mahler zusammen. Dieser schätzte sie sehr, wie aus einem Brief ersichtlich wird, den der Komponist an die Sängerin schrieb. Bertha Corrodi sang beim Bonner Beethoven-Fest und 1899 in Wien das Sopransolo in der 2. Sinfonie von Gustav Mahler unter der Leitung des Komponisten. Letzteres soll laut dem Komponisten Arnold Schönberg «mangelhaft» gewesen sein.

### Höhepunkte in ihrem Konzertrepertoire
- Partie der Marguerite in «Damnation de Faust» von Hector Berlioz
- Solopartien in «Les Béatitudes» von César Franck
- Lieder und Arien von J.S. Bach, Pergolesi, Galuppi, Gluck, Grétry, J.Haydn, Mozart, Mendelssohn, R.Schumann (“Dichterliebe”), Brahms, Gabriel Fauré, Hugo Wolf, Pauline Viardot-Garcia und Ch.-M. Widor.

1928 veröffentlichte Bertha Corrodi ihr Buch «Wie ich Sängerin wurde».